# إبراهيم عبد الجليل (مغني)
إبراهيم عبد الجليل مغني سوداني اشتهر في ثلاثينيات القرن الماضي، وكان من أوائل الفنانين الذين سجلوا أغانيهم في أسطوانات في القاهرة،  لُقب بـ(عصفور السودان).

## النشأة
ولد إبراهيم عبد الجليل في حي الموردة بمدينة امدرمان، عام 1914، درس في الخلوة فترة قصيرة ثم عمل (صبي سمكري) ،أجاد صناعة الفوانيس و(الرتائن) في وقت وجيز، لكنه لم يستطع عمل ورشة خاصة به نسبة لضخامة الورش في الموردة.
أكتشفه موثق الأغاني ديمتري البازار بالصدفة وهو في طريقه لفرع مكتبته في امدرمان، قال ديمتري كنت اقود دراجتي في طريقي للمكتبه، في حي الموردة حينما وجدت طفل حافي القدمين يغني اثناء سيره أغنية (الشويدن روض الجنان..بهواك إزداد الجنان)، كان صوته جميل، فنزلت من دراجتي وتحدثت معه، سألته: هل استمعت لإسطوانات عبد الله الماحي-أول فنان سوداني يسجل إسطوانة غنائية- فرد الطفل: نعم، قلت له: هل أعجبتك؟ رد: نعم، أعجبتني. واصل البازار حديثه مع إبراهيم عبد الجليل قائلا: نحن من سجلنا أغاني عبد الله الماحي ونريد أن نسجل لك مثلها، وافق إبراهيم شرط موافقة أسرته. ذهب ديمتري البازار إلى اسرة إبراهيم عبد الجليل وأقنعها بالسماح له بإصطحابه إلى القاهرة لتسجيل أغاني له، بعد تحفظ وافقت الأسرة بشرط أن يكتب ديمتري البازار تعهدا بإعادة إبراهيم إلى أسرته خلال إسبوعين بعد تسجيل الإسطوانات في مصر.

## المسيرة الفنية
سافر إبراهيم عبد الجليل مع ديمتري البازار إلى القاهرة وبدأ التسجيل باستوديوهات (اوديون) الألمانية، التي كان بها عدد من الاعلاميين ينتظرون الفنانة أم كلثوم التي تزامن تسجيلها لإحدى أغنياتها  مع تسجيل إبراهيم عبد الجليل. دخلت أم كلثوم وسألت عن الطفل الصغير الذي كان يرتدي بدلة والرجال الذين يرافقونه مرتدين جلابيب، فقالوا لها انه مغني من السودان يسجل أغنيات فتفاجأت من صغر سنه وطلبت منه أن يغني شئ، فغنى (الشويدن روض الجنان) وكانت تردد خلفه، أعُجبت بصوته ولقبته بـ (عصفور السودان) فخرجت  الصحف المصرية في اليوم التالي بصور وأخبار إبراهيم عبد الجليل الذي خطف الأنظار وقتها.
طلبت أم كلثوم أن يكمل إبراهيم عبد الجليل دراسته في القاهرة، لكن ديمتري اخبرها انه وعد بإعادته إلى أهله، على ان يرجع في وقت لاحق للقاهرة ويدرس الموسيقى  في معهد القاهرة للموسيقى، كان ذلك في العام 1931، جنى إبراهيم  من تلك الرحلة حوالي 95 جنيه مصري، أشترى منها سيارة من نوع (هيلمان) ليصبح أول فنان سوداني يمتلك سيارة، بعدها رجع إلى القاهرة عدة مرات وسجل عدد مقدر من الإسطوانات الناجحة وسطع نجمه وصنع قاعدة جماهيرية واسعة.

## أشهر أغانيه
- الشويدن روض الجنان[4]
- طيف الحبيب
- يا ليل صباحك مالو
- الفني في البرهة القليلة
- يا حبيبي فؤادي
- بدر فاق بدرك
- زمني الخاين
- القمرة الطالعة
- ضاع صبري
- الباسم الفنان
- محبي قبل اصرح
- الجواهر عقد القصيد
- ام جمالا يسبي العقول
- غني القمري على الغصون
- ليلة كانت من ذات ليلة
- فريع البان البيرعن ياقوت
- عزة الفراق بي طال
- نشيد خمسون عاما حكموا اللئام
- نشيد عاشت العربية
- افكاري ديمة مقسمة
- طيور تغريده
- رسايل الشوق
- مولاك ذو الجلال
- ناح القمري
- عروس الروض

## وفاته
إبراهيم عبد الجليل قال في حوار صحفي أنه أحب فتاة من مدينة بحري وان أسرتها رفضته لأنه كان لا يملك المال، وأكد أنه لن يتزوج أبدا، وبالفعل لم يتزوج  حتى وفاته عام 1968 بعد معاناة من المرض، عن عمر لم يتجاوز الأربعة وخمسون عاما.